# Anton Grasser
Anton Grasser (* 3. November 1891 in Bossendorf, Elsass; † 3. November 1976 in Stuttgart) war ein deutscher General der Infanterie im Zweiten Weltkrieg sowie Kommandierender General und Oberbefehlshaber der Armeeabteilung Narwa. 1950 zum Inspekteur der Bereitschaftspolizei ernannt, wurde er am 18. Mai 1951 der erste Inspekteur des neu gegründeten Bundesgrenzschutzes (BGS; heute Bundespolizei).

## Leben
Als Einjährig-Freiwilliger trat Grasser am 1. Oktober 1913 in das 1. Unter-Elsässische Infanterie-Regiment Nr. 132 ein und marschierte am 8. August 1914 mit der 1. Kompanie an die Westfront. Nach seiner Beförderung zum Unteroffizier am 27. Januar 1915 wurde Grasser zum Führer der 9. Kompanie seines Regiments, bei der er am 10. März desselben Jahres zum Vizefeldwebel ernannt wurde. Am 9. November 1916 wurde er verwundet und kam nach der Genesung am 2. Juli 1917, inzwischen zum Leutnant ernannt, zur Fliegerbeobachtungsschule nach Thorn und wurde im Anschluss daran dem Ersatzbataillon des Infanterie-Regiments Nr. 132 zugewiesen.

### Polizeidienst
Nach der Entlassung aus dem Militärdienst trat Grasser im Dezember 1918 in den badischen Polizeidienst über und wurde am 15. April 1920 in Freiburg im Breisgau zum Polizeileutnant ernannt. Bereits am 1. Juni 1921 erfolgte Grassers Beförderung zum Polizeioberleutnant und am 1. Januar 1923 zum Polizeihauptmann. Am 9. April 1923 wurde er nach Rastatt versetzt und kam am 23. Februar 1924 nach Mannheim. Nach Stationen in Karlsruhe (ab 1. August 1925) und Villingen (ab 28. September 1931) wurde er nach der Machtergreifung Adolf Hitlers am 3. April 1933 erneut nach Karlsruhe versetzt. Während seiner Dienstzeit in Heidelberg erfolgte am 1. August 1935 die Ernennung zum Polizeimajor.

### Wehrmacht
Im Rang eines Polizeimajors ließ sich Anton Grasser am 16. März 1936 in die neu gegründete Wehrmacht übernehmen und wurde dem Infanterie-Regiment 110 zugeteilt, doch bereits am 16. Mai zum Stab des III. Bataillons des Infanterie-Regiments 13 versetzt. Noch im gleichen Jahr, am 6. Oktober, übernahm Grasser die 9. Kompanie des am gleichen Tag in Stuttgart neu aufgestellten Infanterie-Regiments 119. Knapp zwei Monate später, am 30. November wurde er zur Heeresgasschutz-Schule in Berlin abkommandiert.
Seine Beförderung zum Oberstleutnant erhielt Anton Grasser am 1. März 1938 und übernahm ab 10. November 1938 als Kommandeur das I. Bataillon des württembergischen Infanterie-Regiments 119.
Nach Kriegsausbruch 1939 wurde Grasser am 6. Februar 1940 Kommandeur des Infanterie-Regiments 119. Diese Stellung hatte er bis 25. Januar 1942 inne. Im Morgengrauen des 5. Juni 1940 gelang dem Regiment das Übersetzen auf dem Aisne-Oise-Kanal und die erfolgreiche Erstürmung des bereits im Ersten Weltkrieg umkämpften Chemin des Dames, den französische Einheiten zuvor tagelang in zäher Verteidigung als Sperrriegel hatten halten können. Nach anderen Quellen erfolgte die Überrennung erst einige Tage nach dem 6. Juni. Gegen 8.30 Uhr morgens dieses erfolgreichen Angriffstages konnte Oberstleutnant Grasser gemeinsam mit Oberleutnant Rolf Reuchlin auf dem eroberten Brückenkopf Fort de la Malmaison die Reichskriegsflagge hissen. Die Leistungen von Grasser und seinem Regiment fielen in der Folge auf. Nach dem Sturm auf den Chemin des Dames erhielt er am 16. Juni 1940 das Ritterkreuz des Eisernen Kreuzes verliehen. Am 15. November 1940 wurde Grassers Regiment motorisiert und am 1. März 1941 erfolgte seine Beförderung zum Oberst. Am 25. Januar 1942 wurde Grasser mit der Führung der 25. Infanterie-Division (mot.) betraut, die damals im Raum Brjansk-Orel lag.
Am 1. Januar 1943 folgte die Ernennung zum Generalleutnant und später die Umbenennung seiner Division zur 25. Panzergrenadier-Division sowie am 5. November 1943 Grassers Versetzung in die Führerreserve. Nachdem man ihn ab 15. November 1943 mit der stellvertretenden Führung des an der Ostfront stehenden LVI. Panzerkorps beauftragt hatte, erfolgte am 5. Dezember des gleichen Jahres seine Auszeichnung mit dem Eichenlaub zum Ritterkreuz des Eisernen Kreuzes.
Aufgrund seiner militärischen Verdienste wurde er am 5. Januar 1944 zum Lehrgang für Kommandierende Generale im schlesischen Hirschberg kommandiert und bereits am 15. Februar 1944 als neu ernannter General der Infanterie mit der Führung des XXVI. Armeekorps (Heeresgruppe Nord) betraut. Am 1. Mai des gleichen Jahres erfolgte seine Ernennung zum Kommandierenden General des XXVI. Armeekorps. Diese Position hatte er bis 11. Mai inne.
Von 3. Juli 1944 bis 25. September 1944 war er Oberbefehlshaber der am 2. Februar 1944 aus dem LIV. Armeekorps aufgestellten Armeeabteilung Narwa (Heeresgruppe Nord), welche den estnischen Raum westlich der Landenge zwischen Finnischem Meerbusen und dem Peipussee gegen die Rote Armee verteidigte. In seinen verschiedenen Kommandeursfunktionen war Grasser zwischen dem 2. Februar 1944 bis zum 19. September 1944 direkt am Verlauf der Schlacht von Narva beteiligt. Nach der Schlacht wurde er am 25. September 1944 Kommandierender General der Armeeabteilung Grasser, die aus der Armeeabteilung Narwa hervorgegangen war. Am 20. Oktober 1944 musste er das Kommando abgeben und kam in die Führerreserve. Am 22. Januar 1945 betraute man ihn als Kommandierenden General mit der Führung des LXXII. Armeekorps und versetzte ihn am 20. April 1945 erneut in die Führerreserve.
Am 8. Mai 1945 kam Grasser in Kriegsgefangenschaft, aus der er am 1. Juli 1947 entlassen wurde.
Anton Grasser und andere ehemalige Wehrmachtangehörige entlasteten nach 1947 den ihnen bekannten Oberst Heinz Gaedcke, der während seines Spruchkammerverfahrens zunächst aufgrund seiner Tätigkeit im Oberkommando des Heeres als „Hauptschuldiger“ galt, so dass dieser als „nicht belastet“ eingestuft werden konnte. Gaedcke wurde später als Offizier in der Bundeswehr wieder einberufen.

### Bereitschaftspolizei und Bundesgrenzschutz
Bis 1950 arbeitete Grasser als Angestellter der Stuttgarter Speditionsfirma von Albert Schnez, dieser hatte während des Krieges unter Grasser gedient. Im Anschluss wurde er zur kommissarischen Wahrnehmung polizeilicher Sonderaufgaben in das neu gegründete Bundesministerium berufen. Am 21. November 1950 erhielt Grasser seine Ernennung zum Generalinspekteur der Bereitschaftspolizei im Innenministerium, welche im Auftrag der amerikanischen Militärverwaltung mit ihrem Repräsentanten John Jay McCloy unter dem Eindruck des eskalierenden Kalten Krieges durch die Bundesregierung unter Bundeskanzler Konrad Adenauer etabliert wurde. Bereits diese Polizeitruppe hatte paramilitärischen Charakter, wurde sie doch mit Pistolen, Karabinern und Maschinenpistolen ausgestattet.
Wichtig für den Aufbau neuer Verteidigungskräfte, welche ab 16. März 1951 zunächst im ebenfalls paramilitärisch organisierten Bundesgrenzschutz ausgebildet wurden, war die am 23. Januar 1951 erfolgte Ehrenerklärung für die Soldaten der Wehrmacht durch den damaligen Oberbefehlshaber der NATO-Streitkräfte, Dwight D. Eisenhower, gegenüber Bundeskanzler Adenauer. Dies machte die Wiedereingliederung ehemaliger Wehrmachtkader und Mannschaften erst möglich, da zu diesem Zeitpunkt nur wenige Nachkriegsjahrgänge und so gut wie keine Offiziere zur Verfügung gestanden hätten.
Im Februar 1951 wurde Grasser vom neu gegründeten Bundesgrenzschutz (BGS) übernommen und im Rang eines Brigadegenerals zum Kommandeur des Bundesgrenzschutz-Kommandos Mitte ernannt. Bereits im 1. April des gleichen Jahres versetzte man ihn als Kommandeur des Bundesgrenzschutz-Kommandos Süd III nach München. In dieser Funktion wurde er am 18. Mai 1951 zugleich zum Inspekteur des Bundesgrenzschutzes ernannt. Beide Posten behielt er bis zum Ende seiner Dienstzeit, die mit Ablauf des Monats Juni 1953 endete. Daher verabschiedete er sich bereits am 10. Juni während eines Biwaks der Hundertschaften auf dem Staffelberg von den Mannschaften der Abteilung Süd III (Abt. Süd III). Am 5. Juli 1953 trat Grasser in den Ruhestand.

## Auszeichnungen
- Eisernes Kreuz II. und I. Klasse am 18. Juni 1915 bzw. 6. Juni 1916
- Wehrmacht-Dienstauszeichnung
- Spange zum Eisernen Kreuz II. und I. Klasse am 21. Mai 1940 bzw. 8. Juni 1940
- Infanteriesturmabzeichen in Silber
- Verwundetenabzeichen (1939) in Silber
- Ritterkreuz des Eisernen Kreuzes mit Eichenlaub[12]
  - Ritterkreuz am 16. Juni 1940
  - Eichenlaub am 5. Dezember 1943 (344. Verleihung)
- Medaille Winterschlacht im Osten 1941/42
- Deutsches Kreuz in Gold am 11. März 1943[12]
- Nennung im Wehrmachtbericht am 23. September 1943
- Großes Verdienstkreuz der Bundesrepublik Deutschland (1953)